# Parafia św. Iwona w Iwoniczu-Zdroju
Parafia św. Iwona w Iwoniczu-Zdroju – parafia rzymskokatolicka znajdująca się w archidiecezji przemyskiej w dekanacie Rymanów.

## Historia
1 stycznia 1957 roku podzielono wieś Iwonicz na wieś-gromadę i osiedle Iwonicz-Zdrój. W 1973 roku Iwonicz-Zdrój otrzymał prawa miejskie. 
W 1950 roku utworzono wikariat eksponowany, a pierwszym rektorem został ks. dr Jan Rąb. 27 lutego 1957 roku dekretem bpa Franciszka Bardy została erygowana ekspozytura, z wydzielonego terytorium parafii Iwonicz wieś. 19 września 1989 roku poświęcono plac pod budowę nowego kościoła. W latach 1989–1995 zbudowano murowany kościół, według projektu architektów mgr. inż. Janusza Hanusa i mgr. inż. Kazimierza Karpa. 25 sierpnia 1991 roku poświęcono kamień węgielny. 27 sierpnia 1995 roku abp Józef Michalik poświęcił kościół pw. Matki Bożej Uzdrowienia Chorych. 21 maja 2000 roku abp Józef Michalik dokonał konsekracji kościoła.
Na terenie parafii jest 2162 wiernych z Iwonicza-Zdroju i części ul. Długiej w Iwoniczu.
Proboszczowie parafii:
1957–1986. ks. dr Jan Rąb.
1986–2003. ks. Jan Rydzik.
2003–2004. ks. Janusz Mierzwa.
2004–2014. ks. Andrzej Chmura.
2014– nadal ks. Bogdan Nitka.

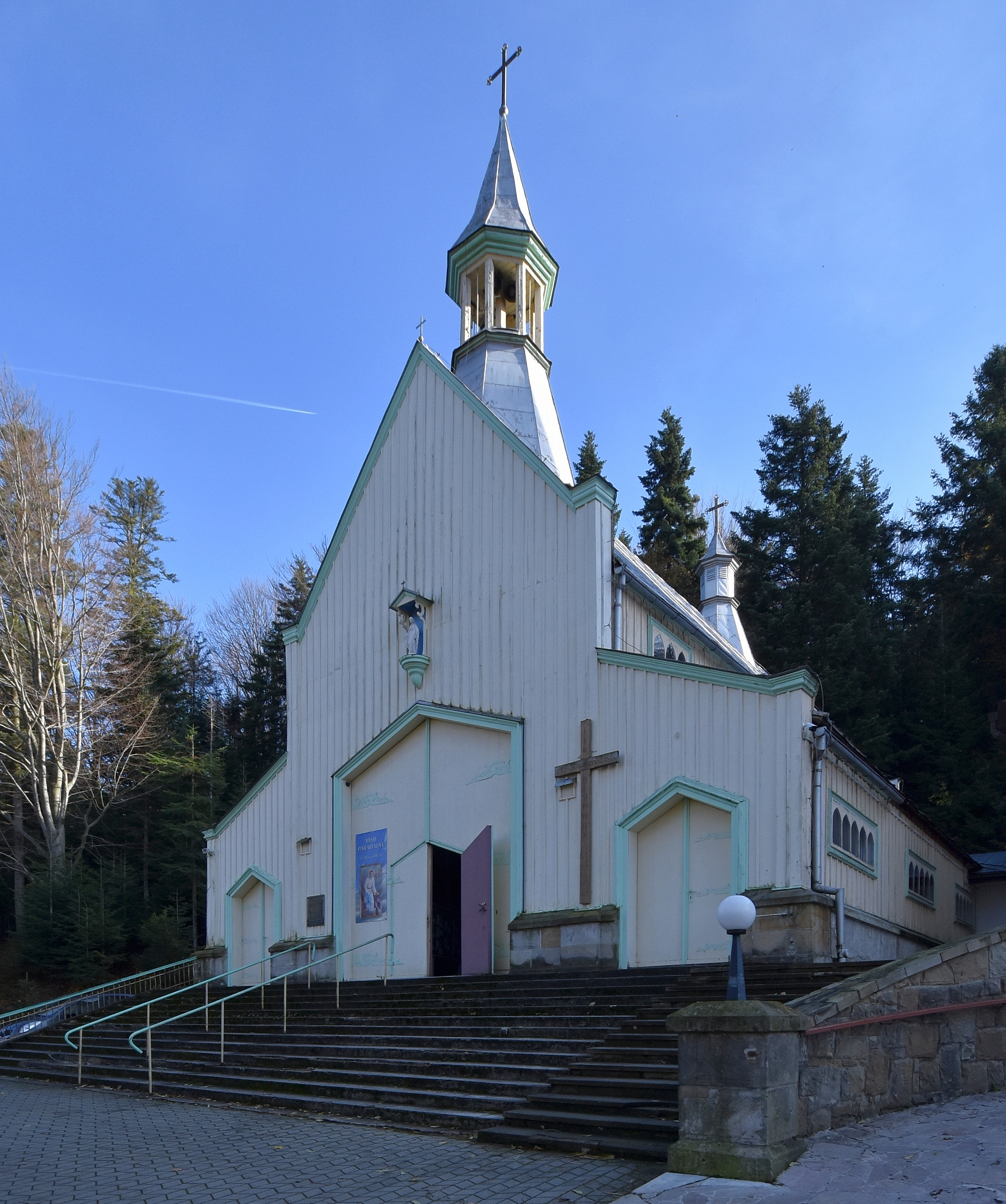
Kościół filialny św. Iwona i Matki Bożej Uzdrowienia Chorych